# Trockenweide
Trockenweiden sind trockene, nährstoffarme und artenreiche Weiden in gut besonnten Lagen. Je nach Höhenlage, Vegetation, Bodenverhältnissen und Niederschlägen ertragen Trockenweiden eine unterschiedliche Besatzdichte und -dauer. Geeignet sind insbesondere Rinder; auf steilen und trockenmageren Standorten bewähren sich Schafe und auf zur Verbuschung neigenden Flächen Ziegen. Ein zusätzlicher Nährstoffeintrag durch Zufütterung oder Düngung beeinflusst die Artenvielfalt auf Trockenweiden nachhaltig negativ. Auch die Nutzungsaufgabe, zum Beispiel in abgelegenen Berglagen, kann die Existenz von Trockenweiden gefährden. Eine Verbuschung bis hin zur Bewaldung sind dann die Folge. 
Der naturschützerische Wert von Trockenweiden ist sehr groß, sofern sich eine typische Flora und Fauna einstellt: Durch die Fraß- und Trittwirkung, die Nährstoffanreicherung an Lägerstellen und das selektive Fressverhalten des Weideviehs entsteht ein kleinräumiges Muster an Habitaten. In diesen gedeihen Pflanzen, die sich mittels Dornen oder Stacheln (Rosen, Disteln usw.), Verholzung (Wacholder, Erlen, Besenginster usw.), Behaarung (Natternkopf, Königskerze usw.) oder Niedrigwuchs (Ferkelkraut) gegen den Fraß zu behaupten versuchen.
Auch haben sich etliche Tierarten auf Trockenweiden spezialisiert. So kommen wärme- und trockenheitsliebende Arten vor (z. B. Italienische Schönschrecke), auf Weidekräuter spezialisierte Arten (z. B. Schwarzgefleckter Bläuling auf Feldthymian), auf vegetationsfreie Böden angewiesene Arten (z. B. Wildbienen), kotfressende Arten (z. B. Mistkäfer-Verwandte) usw. Wichtig für die Fauna und meist landschaftsprägend sind die typischen Strukturen der Trockenweiden: Einzelbäume, Büsche, Trittwege, Hecken, Zäune etc.
Das Pendant zu den Trockenweiden sind die Trockenwiesen. Gemeinsam werden sie in der Schweiz unter dem Kürzel TWW zusammengefasst.